# 瓦爾巴赫河 (阿格河支流)
瓦爾巴赫河（德語：Walbach），是德國的河流，位於該國西部，處於北萊茵-威斯特法倫州，屬於阿格河的右支流，河道全長5.1公里，流域面積6.6平方公里。